# Hello (canción de Christina Aguilera)
«Hello» (en español: «Hola») es una canción de la cantante de pop estadounidense Christina Aguilera, compuesta exclusivamente para el lanzamiento mundial del modelo W169 de Mercedes-Benz A-Class, en el verano de 2004. 

## Información de la canción
El director de Comunicación y Marketing de DaimlerChrysler, Justus Schneider, declaró en Hamburgo a medios locales que el consorcio quería tener como imagen a "una persona muy conocida internacionalmente y no una estrella artificial".
Así que se llamaó a varios cantantes para componer una canción para el consorcio, entre las que estaba Aguilera, quien respondió con gran interés a la propuesta de DaimlerChrysler y a diferencia de los otros cantantes que recibieron la invitación para los autos de la Clase A, entregó cuatro composiciones.
La canción fue originalmente lanzada como un sencillo oficial, pero no fue promocionada por Aguilera debido a su próximo proyecto musical, Back to Basics. 

## Lista de canciones
- CD Sencillo

1. «Hello»
2. «Hello» (Dance Floor Mix)

Si quieres ver otras versiones de Hello, en Remixes de Christina Aguilera

## Posicionamiento
| América  |                       |                     |
| México   | Mexican Top 100       | 100[cita requerida] |
| Europa   |                       |                     |
| Alemania | German Singles Chart  | 30[cita requerida]  |
| Italia   | Italian Singles Chart | 12[cita requerida]  |
| Italia   | Italian Airplay Chart | 6[cita requerida]   |
| Italia   | Milán Top 40          | 38[cita requerida]  |